# Clemen Parrocchetti
Clemen Parrocchetti née à Milan, le 5 mai 1923, morte le 1er décembre 2016 à Milan, est une artiste féministe italienne. Son œuvre exprime sa pensée politique et sa rébellion contre le patriarcat.

## Biographie
Née en 1923 dans une famille de l’aristocratie lombarde, à la fin de ses études classiques elle se marie et a quatre enfants. Elle se forme à la peinture à l'Académie de Brera où elle obtient son diplôme en 1955. Elle poursuit sa formation par des cours de graphisme à Urbino.
Ses premières œuvres se caractérisent par une approche réaliste avec des portraits de famille, des scènes de la vie quotidienne, la ville détruite par les bombardements. Sa première exposition a lieu en 1957, à la galerie Spotorno de Milan.
À partir des années 1960, sa peinture s'oriente vers des formes plus indéfinies avec des couleurs sombres aux nuances gris-bleu. Dans les années 60 également, la fréquentation de concerts et d'artistes de Jazz importants caractérise une période très fertile avec des représentations de nombreuses peintures et graphiques de concerts et de sons.
Son rapprochement avec le mouvement féministe dans les années 1970 ouvre une période d'intense activité créatrice. Elle réalise des pièces plus complexes, plus politiques. Elle assemble sur du tissu des petits objets figuratifs extraits du quotidien domestique.   Elle crée des formes nouvelles. L'utilisation d'outils tels que des aiguilles, des fils et des bobines met en évidence l'oppression des femmes. Elle exprime sa révolte contre le patriarcat. Elle crée des sculptures, des reliefs sur des plaques de métal, des collages, des assemblages, de la peinture et du dessin, des broderies sur papier et tissus.
Pour la série Divorazioni, elle peint des corps féminins grotesques et démembrés.
En 1978, elle expose Dalla creatività femminile come maternità-natura. Al controllo (controruolo) della natura à la Biennale de Venise avec le gruppo femminista Immagine of Varèse.
Elle soutient à la Campagne internationale pour les salaires du travail domestique promue par le Collectif féministe international fondé à Padoue par des théoriciennes parmi lesquelles Silvia Federici, Mariarosa Dalla Costa et Leopoldina Fortunati.
Clemen Parrocchetti a vécu et travaillé dans la demeure familiale, le château de Borgo Adorno. Il abrite ses œuvres.

## Expositions
- Dalla creatività femminile come maternità-natura. Al controllo (controruolo) della natura, Biennale de Venise, 1978
- Clemen Parrocchetti-À jour, à l'Ar/Ge Kunst Galleria, Museion, Bolzano, 2025
- Clemen Parrocchetti : Dévorer la vie, Frac Lorraine, Metz, 2025